# The Wrigley Company

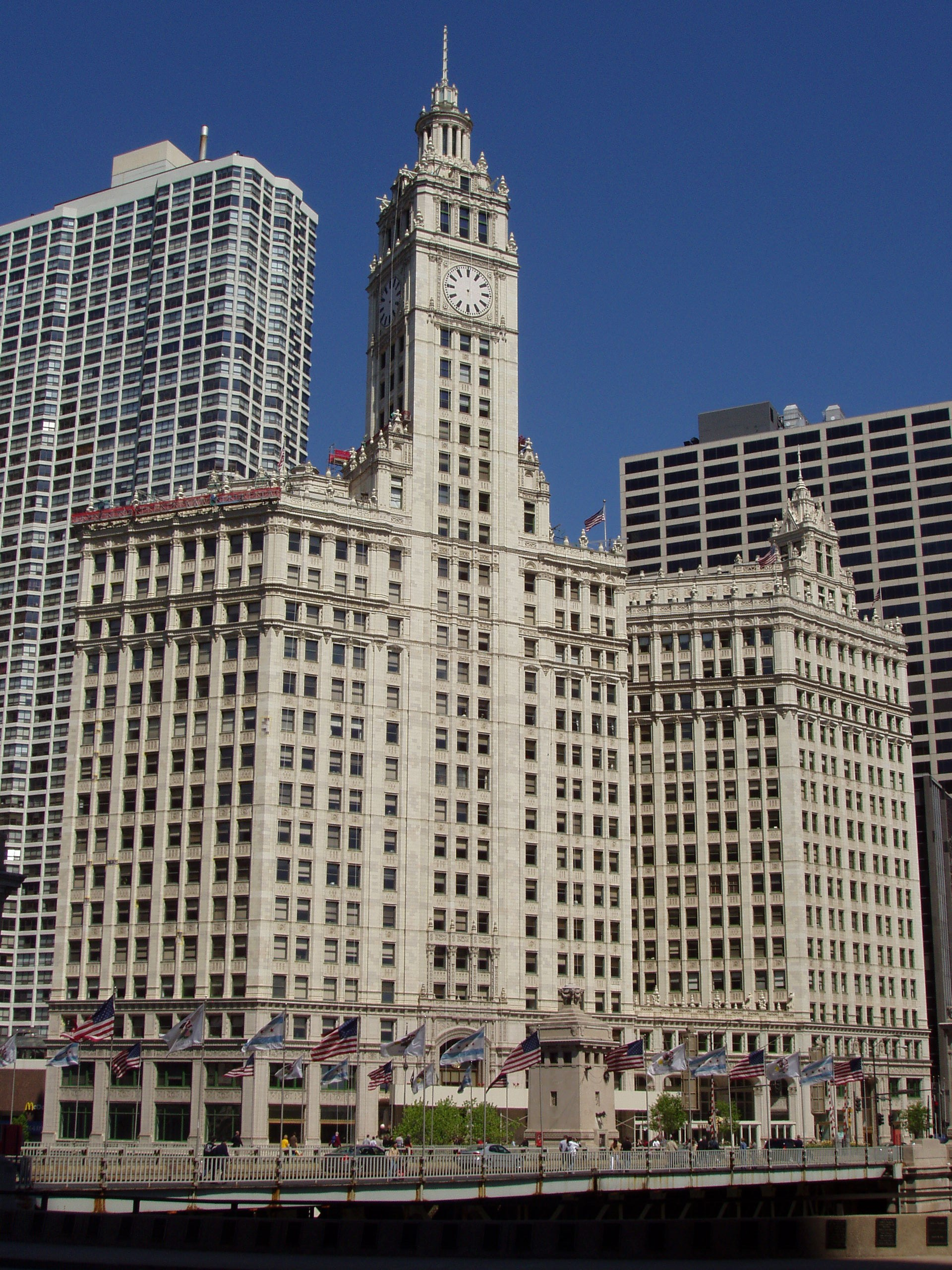
Unternehmenszentrale im Wrigley Building

Die William Wrigley Jr. Company ist der weltgrößte Kaugummihersteller. Wrigley produziert neben Kaugummis auch Süßigkeiten und Kaugummigrundstoff für andere Anbieter. Der Sitz der deutschen Verwaltung befindet sich in Unterhaching.

## Geschichte
Das Unternehmen wurde am 1. April 1891 von William Wrigley Jr. in Chicago als Wm. Wrigley Jr. Company gegründet, wo es noch heute seinen Hauptsitz hat, und produzierte ursprünglich Seife und Backpulver.
Anfangs legte das Unternehmen der Seife ein Päckchen Backpulver bei, was sich verkaufsfördernd auswirkte, da die Kunden die Seife auch wegen der Beilage kauften. Also stieg man ins Backpulvergeschäft ein und legte diesmal jeder Packung zwei Streifen Kaugummi bei. Wiederum wirkte die Beilage verkaufsfördernd, so dass man nochmals den Geschäftsbereich wechselte und 1893 in die Kaugummiproduktion einstieg. Das Unternehmen brachte die bis kürzlich langjährig verkaufte Kaugummimarke Wrigley's Spearmint auf den Markt. Diese war neben Juicy Fruit die älteste Kaugummisorte.
1915 verschickte das Unternehmen an jeden, der in den Vereinigten Staaten im Telefonbuch stand, vier Streifen Kaugummi. Insgesamt wurden so 1,5 Millionen Menschen mit diesen kostenlosen Produktproben beliefert. Vier Jahre später wurde die Aktion wiederholt. Zu diesem Zeitpunkt gab es schon mehr als sieben Millionen Telefonbesitzer und es wurden dementsprechend viele Produktproben verschickt.
1920 wurde der Grundstein für die Firmenzentrale gelegt, die heute ein Wahrzeichen der Stadt Chicago ist: Das Wrigley Building. Als William Wrigley 1932 starb, übernahm sein Sohn das Unternehmen. 
1925 eröffnete Wrigley in der Mousonstraße 15–17 in Frankfurt am Main seine erste deutsche Fabrik, die 1932 auf Grund von Problemen bei der Verzollung notwendiger Rohstoffe schließen musste. Fortan wurden Wrigley-Produkte aus den USA importiert. 1955 kehrte das Unternehmen mit einer Niederlassung in Düsseldorf zurück nach Deutschland.
Im Oktober 2006 wurde William Perez erster Chief Executive Officer des Unternehmens, welcher nicht aus den Reihen der Familie Wrigley stammt. Sein Vorgänger Bill Wrigley wechselte in den Aufsichtsrat.

### Übernahme durch Mars
Die US-amerikanische Mars Incorporated übernahm Wrigley am 6. Oktober 2008 gemeinsam mit der von Warren Buffett geführten Berkshire Hathaway. Das Konsortium aus Mars, Berkshire Hathaway, Goldman Sachs und JPMorgan bezahlte für die Übernahme 23 Mrd. Dollar. Zum Zeitpunkt der Übernahme hatte Wrigley einen Marktwert von ca. 17,3 Mrd. Dollar.

## Sortiment

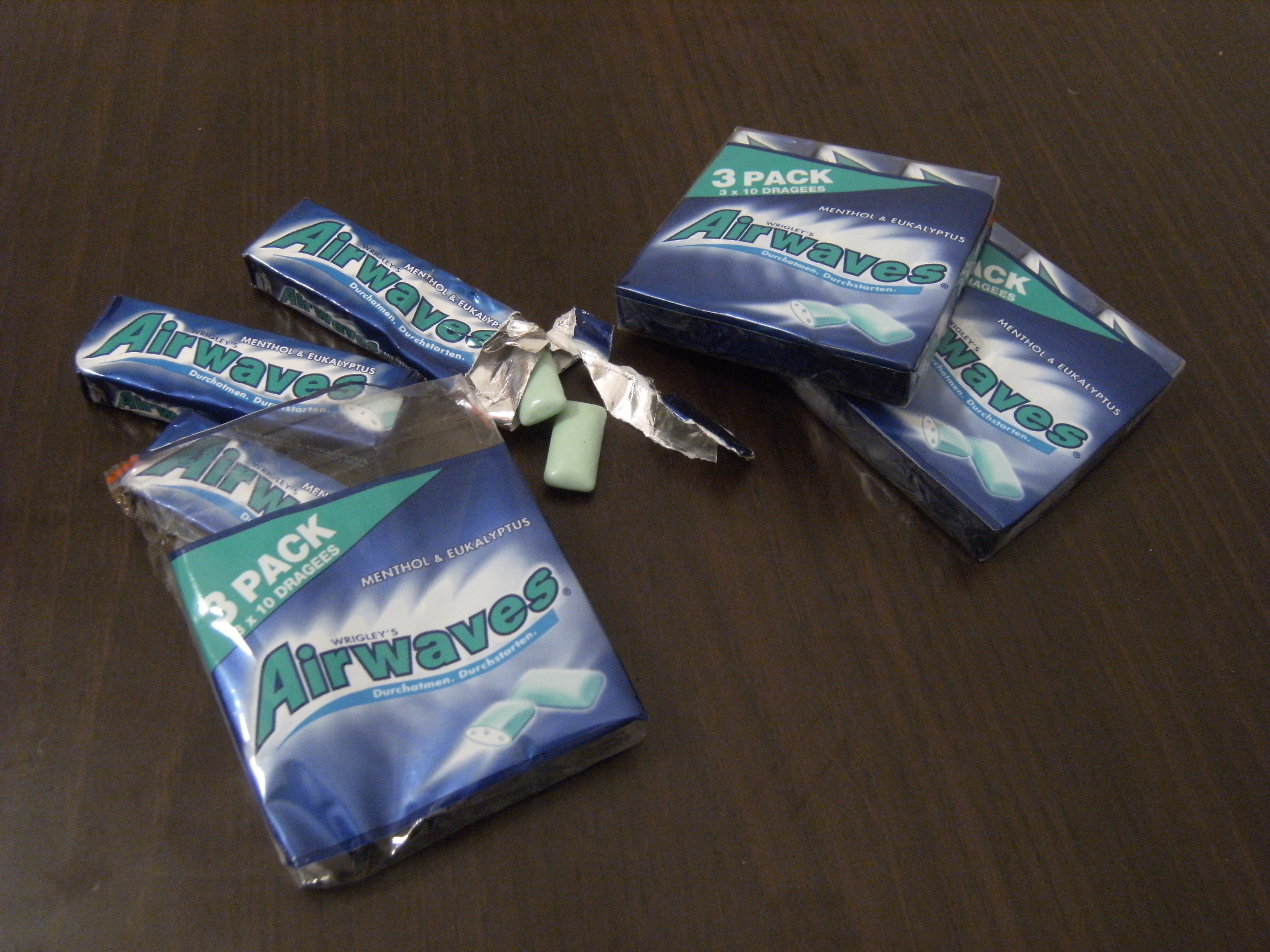
Airwaves (2009)

Wrigley’s führt in seinem Sortiment folgende Kaugummimarken: 5 Gum, Airwaves, Altoids, Aquadrops, Big Red, Doublemint, Extra, Hubba Bubba, Juicy Fruit, Lockets, Orbit, Starburst. Zudem führt Wrigley’s die Produkte Skittles (Kaudragee mit Zuckerhülle) und Wrigley’s Eclipse Flash. Die Produktion an Streifenkaugummis wie Wrigley’s Spearmint wurde in Deutschland Anfang 2023 eingestellt.

### Juicy Fruit

Juicy-Fruit-Logo

Juicy Fruit ist seit 1893 auf dem amerikanischen Markt erhältlich, seit 1950 auch in Deutschland. Es ist eines der ältesten Produkte von Wrigleys. Mit der Zeit wurden Geschmack und Verpackung immer wieder verändert. Es gibt neben dem normalen Geschmack die Sorten Squish, Blueberry, Strappleberry, Wintergreen, Squish Strawline und Squish Malberry.

## Werbung
Der bekannte Werbesong „Nimm die große echte Frische“, sogenannter Wrigley Hit ’73, wurde von der Münchener Band Love Generation gesungen.